# Cornufer parilis
Cornufer parilis é uma espécie de anfíbio anuros da família Ceratobatrachidae. Está presente nas Ilhas Salomão. A UICN classificou-a como pouco preocupante.